# مایکروسافت کوپایلوت
مایکروسافت کوپایلوت (انگلیسی: Microsoft Copilot) یک چت‌بات هوش مصنوعی مولد است که توسط مایکروسافت توسعه یافته است. کوپایلوت در ۷ فوریه ۲۰۲۳ راه‌اندازی شد. براساس یک مدل زبانی بزرگ، این نرم‌افزار قادر به استناد به منابع، ساخت شعر و نوشتن متن و موسیقی برای آهنگ‌های تولید شده توسط پلاگین هوش مصنوعی سانو است. این سرویس، جایگزین اصلی مایکروسافت برای کورتانای متوقف شده است.

این سرویس با نام بینگ چت به عنوان یک ویژگی داخلی برای مایکروسافت بینگ و مایکروسافت اج معرفی شد.

## تاریخچه و معرفی مایکروسافت کوپایلت
سرویس مایکروسافت کوپایلت در فوریه ۲۰۲۳ با نام بینگ چت، به عنوان یک ویژگی داخلی برای مایکروسافت بینگ و مایکروسافت اج معرفی شد. در طول سال ۲۰۲۳، مایکروسافت شروع به یکپارچه‌سازی برند کوپایلت در محصولات مختلف چت‌بات خود کرد و این قیاس را تثبیت کرد. در کنفرانس بیلد، مایکروسافت برنامه‌های خود را برای ادغام کوپایلت در ویندوز ۱۱ اعلام کرد که به کاربران اجازه می‌دهد مستقیماً از طریق نوار وظیفه به آن دسترسی پیدا کنند. در ژانویه ۲۰۲۴، یک کلید اختصاصی کوپایلت برای صفحه‌کلیدهای ویندوز معرفی شد.

## فناوری و قابلیت‌ها
کوپایلت از مدل Microsoft Prometheus استفاده می‌کند که بر روی مدل زبانی بزرگ بنیادی GPT-4 از اوپن‌ای‌آی ساخته شده و با استفاده از تکنیک‌های یادگیری نظارت‌شده و تقویتی، بهینه‌سازی شده است. سبک رابط مکالمه‌ای کوپایلت شبیه به چت‌جی‌پی‌تی است. این چت‌بات قادر به ارجاع به منابع، ساخت شعر، تولید آهنگ و استفاده از زبان‌ها و لهجه‌های متعدد است.

## مدل تجاری و نسخه‌های مختلف
مایکروسافت کوپایلت را بر اساس یک مدل فریمیوم (Freemium) اداره می‌کند. کاربران نسخه رایگان می‌توانند به بیشتر ویژگی‌ها دسترسی داشته باشند، در حالی که دسترسی اولویت‌دار به ویژگی‌های جدیدتر، از جمله ایجاد چت‌بات‌های سفارشی، به مشترکین پولی ارائه می‌شود. چندین چت‌بات پیش‌فرض در نسخه رایگان مایکروسافت کوپایلت در دسترس است، از جمله چت‌بات استاندارد کوپایلت و همچنین Microsoft Designer که برای استفاده از مدل متن به تصویر خود جهت تولید تصاویر بر اساس دستورات متنی طراحی شده است.